# Дерзеков
Дерзеков (њем. Dersekow) општина је у њемачкој савезној држави Мекленбург-Западна Померанија. Једно је од 89 општинских средишта округа Остфорпомерн. Према процјени из 2010. у општини је живјело 1.086 становника. Посједује регионалну шифру (AGS) 13059018.

## Географски и демографски подаци
Дерзеков се налази у савезној држави Мекленбург-Западна Померанија у округу Остфорпомерн. Општина се налази на надморској висини од 24 метра. Површина општине износи 26,2 km². У самом мјесту је, према процјени из 2010. године, живјело 1.086 становника. Просјечна густина становништва износи 42 становника/km².